# رادیو لیمرکز لایو

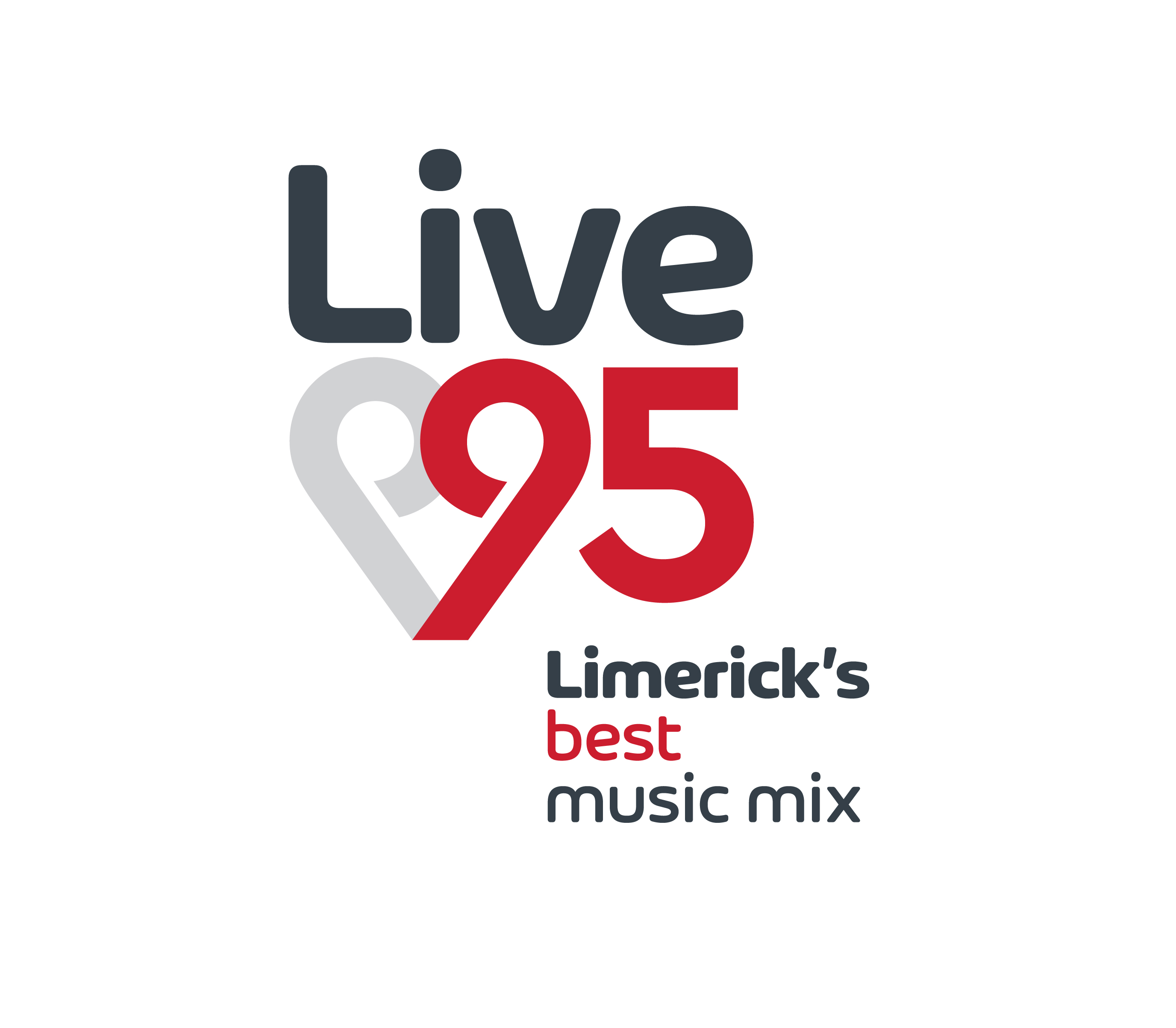
رادیو لیمرکز لایو

رادیو لیمرکز لایو ۹۵ اف ام یک ایستگاه رادیویی در کشور جمهوری ایرلند است که در شهر و ناحیه لیمرک به پخش برنامه می‌پردازد.
این رادیو در ۶ نوامبر ۱۹۹۷ برای جایگزینی رادیوی محلی "لمرک ۹۵" به وجود آمد، اولین آهنگ پخش شده توسط این رادیو آهنگ "آرزوها" بود که توسط گروه لیمرکی "کرنبری ها" ساخته شده‌است.